# Vinaxuki
Vinaxuki là một nhãn hiệu ô tô của Công ty Cổ phần Ô tô Xuân Kiên. Nhãn hiệu này được giới thiệu lần đầu vào tháng 9 năm 2005. Cho đến nay, các sản phẩm mang nhãn hiệu Vinaxuki bao gồm: một loại xe bán tải, hai loại xe tải thùng loại nhỏ tải trọng dưới 1 tấn, bảy loại xe tải tự đổ trọng tải từ 1 đến 7 tấn. Cũng nhãn hiệu Vinaxuki, loại xe mini compact 5 chỗ sẽ được tung ra thị trường vào cuối năm 2010. Loại xe này sẽ sử dụng động cơ do Mitsubishi Motors chế tạo có dung tích dưới 2000 cc. Loại xe đa dụng 7 chỗ dự kiến sẽ được tung ra thị trường từ năm 2011. Các loại xe nhãn hiệu Vinaxuki đều được chính công ty Xuân Kiên thiết kế và chế tạo với sự trợ giúp của chuyên gia Nhật Bản trên cơ sở linh kiện nhập khẩu và linh kiện sản xuất trong nước.
Công ty Cổ phần Ô tô Xuân Kiên là một công ty 100% vốn trong nước. Ngoài nhãn hiệu Vinaxuki, công ty còn lắp ráp các nhãn hiệu xe của nước ngoài như Jinbei, Songhuajiang, Hafei của Trung Quốc, v.v...